# Foce
Foce est une commune française située dans la circonscription départementale de la Corse-du-Sud et le territoire de la collectivité de  Corse. On la nomme fréquemment Foce-Bilzese. Elle appartient à la microrégion de l'Ortolo, extrémité méridionale de la Rocca.

## Urbanisme

### Typologie
Au 1er janvier 2024, Foce est catégorisée commune rurale à habitat très dispersé, selon la nouvelle grille communale de densité à sept niveaux définie par l'Insee en 2022.
Elle est située hors unité urbaine et hors attraction des villes,.

### Occupation des sols
L'occupation des sols de la commune, telle qu'elle ressort de la base de données européenne d’occupation biophysique des sols Corine Land Cover (CLC), est marquée par l'importance des forêts et milieux semi-naturels (85,3 % en 2018), néanmoins en diminution par rapport à 1990 (88,3 %). La répartition détaillée en 2018 est la suivante : 
forêts (84,7 %), zones agricoles hétérogènes (13,8 %), eaux continentales (0,9 %), milieux à végétation arbustive et/ou herbacée (0,6 %). L'évolution de l’occupation des sols de la commune et de ses infrastructures peut être observée sur les différentes représentations cartographiques du territoire : la carte de Cassini (XVIIIe siècle), la carte d'état-major (1820-1866) et les cartes ou photos aériennes de l'IGN pour la période actuelle (1950 à aujourd'hui).

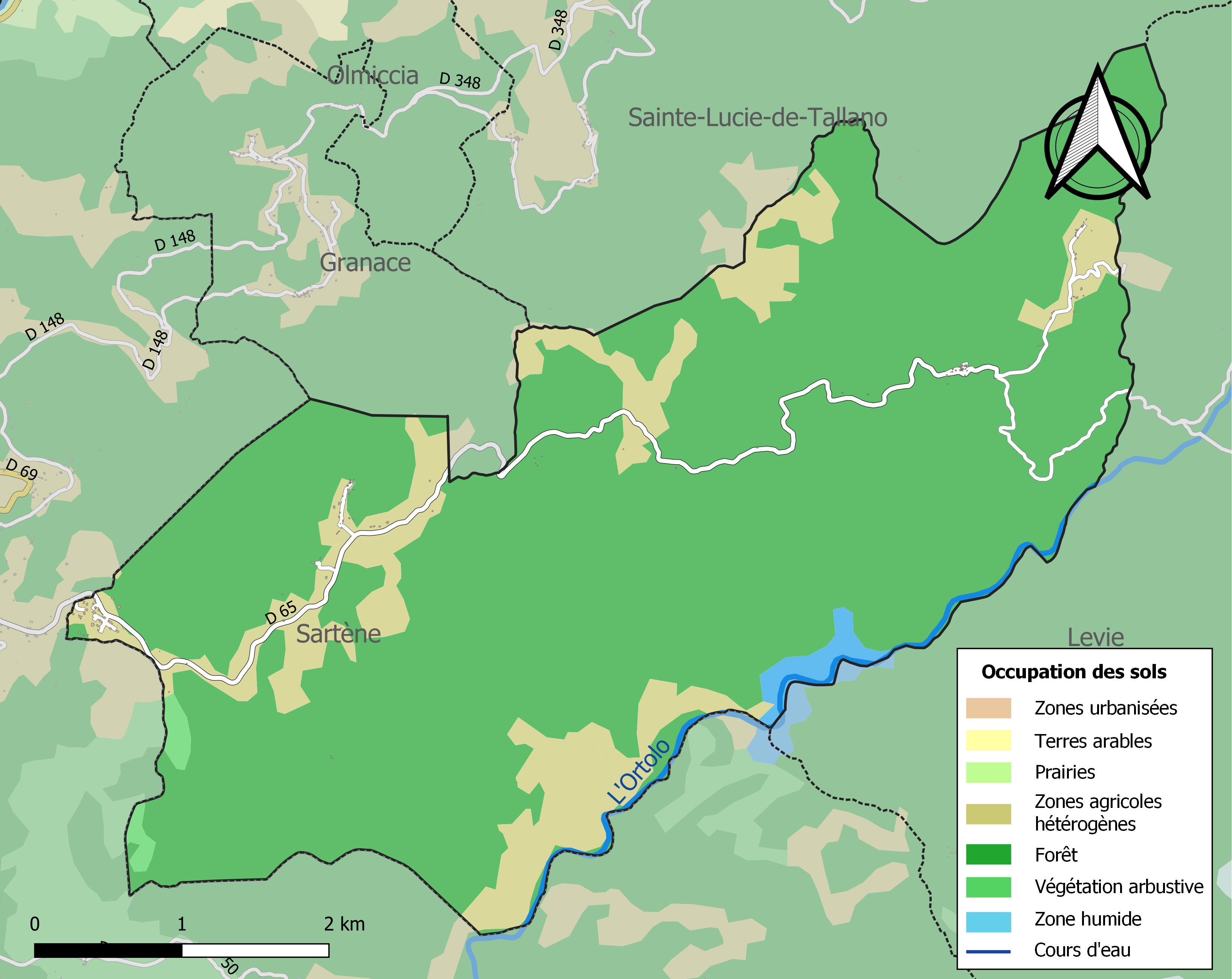
Carte des infrastructures et de l'occupation des sols de la commune en 2018 (CLC).

## Toponymie
En Corse la commune se nomme Foce-Bilzese.

## Politique et administration
| Période                                  | Période  | Identité          | Étiquette | Qualité                    |
| ---------------------------------------- | -------- | ----------------- | --------- | -------------------------- |
| 2008                                     | 2014     | Louisette Nicolaï |           |                            |
| 2014                                     | En cours | Pierre Cianfarani | SE        | Administrateur de sociétés |
| Les données manquantes sont à compléter. |          |                   |           |                            |

## Démographie
L'évolution du nombre d'habitants est connue à travers les recensements de la population effectués dans la commune depuis 1800. Pour les communes de moins de 10 000 habitants, une enquête de recensement portant sur toute la population est réalisée tous les cinq ans, les populations de référence des années intermédiaires étant quant à elles estimées par interpolation ou extrapolation. Pour la commune, le premier recensement exhaustif entrant dans le cadre du nouveau dispositif a été réalisé en 2006.

En 2022, la commune comptait 152 habitants, en évolution de +1,33 % par rapport à 2016 (Corse-du-Sud : +7,61 %, France hors Mayotte : +2,11 %).
| 1800 | 1806 | 1821 | 1831 | 1836 | 1841 | 1846 | 1851 | 1856 |
| ---- | ---- | ---- | ---- | ---- | ---- | ---- | ---- | ---- |
| 830  | 251  | 393  | 231  | 225  | 305  | 330  | 335  | 305  |

| 1861 | 1866 | 1872 | 1876 | 1881 | 1886 | 1891 | 1896 | 1901 |
| ---- | ---- | ---- | ---- | ---- | ---- | ---- | ---- | ---- |
| 309  | 312  | 319  | 340  | 377  | 388  | 415  | 453  | 503  |

| 1906 | 1911 | 1921 | 1926 | 1931 | 1936 | 1946 | 1954 | 1962 |
| ---- | ---- | ---- | ---- | ---- | ---- | ---- | ---- | ---- |
| 511  | 346  | 477  | 527  | 575  | 536  | 362  | 169  | 74   |

| 1968 | 1975 | 1982 | 1990 | 1999 | 2006 | 2011 | 2016 | 2021 |
| ---- | ---- | ---- | ---- | ---- | ---- | ---- | ---- | ---- |
| 51   | 60   | 82   | 94   | 110  | 126  | 146  | 150  | 151  |

| 2022 | - | - | - | - | - | - | - | - |
| ---- | - | - | - | - | - | - | - | - |
| 152  | - | - | - | - | - | - | - | - |

## Lieux et monuments
En face du village de Bilzese, une rocher anthropomorphe référencé "l'Omu di Talza" par l'IGN.

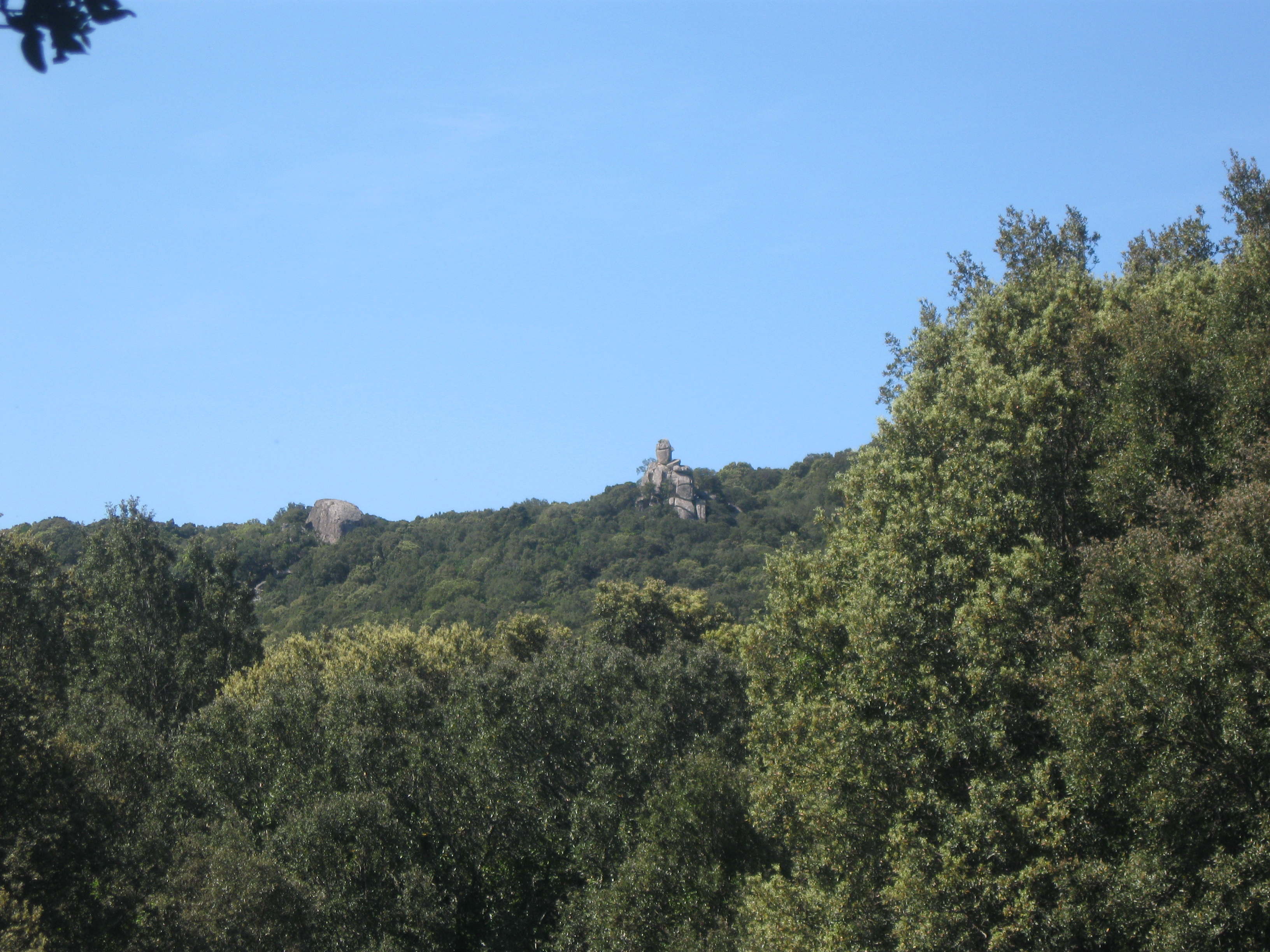
L'Omu di Talza